# Biblioteka Narodowa Albanii
Biblioteka Narodowa Albanii (alb. Biblioteka Kombëtare e Shqipërisë, BKSh) – albańska biblioteka narodowa, znajdująca się w Tiranie. Przewidziana jest jako repozytorium dla wszystkich materiałów bibliotecznych, wydawanych w Albanii. Obecnym dyrektorem Biblioteki jest Persida Asllani.

## Historia
W początkach lat 20. XX w. albańskie ministerstwo edukacji przeznaczyło środki finansowe na powstanie biblioteki gromadzącej publikacje wydane w języku albańskim. 10 lipca decyzją ministra edukacji Mati Logoreciego powołano do życia pierwszą bibliotekę. Podstawą do jej utworzenia był zbiór publikacji przekazany przez Komisję Literacką (Komisja Letrare), działającą w Szkodrze. Pierwszą siedzibą Biblioteki, otwartej 10 grudnia 1922 stał się budynek znajdujący się naprzeciw Parlamentu. Pierwszym dyrektorem biblioteki został Karl Gurakuqi. W chwili powstania zasoby biblioteki obejmowały 6 tys. woluminów, do 1944 liczba ta wzrosła do 15 tys. woluminów.
Pod koniec 1947 r. zasoby biblioteczne przekraczały 100 tys. woluminów. Na mocy dekretu z maja 1948 r. wprowadzono obowiązek dostarczania do Biblioteki jednego egzemplarza każdej publikacji, która ukaże się w Albanii. Od 2006 roku przysługuje jej egzemplarz obowiązkowy w liczbie pięciu darmowych kopii (tyle samo ma otrzymywać także Biblioteka Parlamentu Albanii). Od 1959 r. Biblioteka podlega bezpośrednio ministerstwu kultury.
Po przebudowie Placu Skanderbega w centrum Tirany, Biblioteka znalazła swoją siedzibę w kompleksie budynków zwanych Pałacem Kultury, wzniesionym we wschodniej części Placu.

## Zbiory biblioteczne i muzealne
Biblioteka gromadzi książki, czasopisma, mapy i atlasy. Najcenniejszą częścią zasobu bibliotecznego są 2464 starodruki, które ukazały się od XV do XVIII wieku. Najstarszą książką w tym zbiorze jest pochodzące z 1473 dzieło Epistolae de Conventu Mantvano papieża Piusa II. Biblioteka posiada także kolekcję 1189 rękopisów. 
Na parterze budynku znajduje się czytelnia ogólna wraz z wypożyczalnią. Pierwsze piętro zajmuje czytelnia humanistyczna, a także pracownie naukowe prowadzące badania z zakresu historii piśmiennictwa albańskiego. Od 1959 Biblioteka publikuje bibliografię książek, a od 1961 także artykułów które ukazały się w języku albańskim. W 2019 w budynku biblioteki powstał klub młodego czytelnika, w ramach programu realizowanego przez ministerstwo kultury.

## Nagrody i wyróżnienia
W 2002 Biblioteka została uhonorowana Orderem Nderi i Kombit (Honor Narodu) przez prezydenta Alfreda Moisiu.